# 阪神高速1号環状線

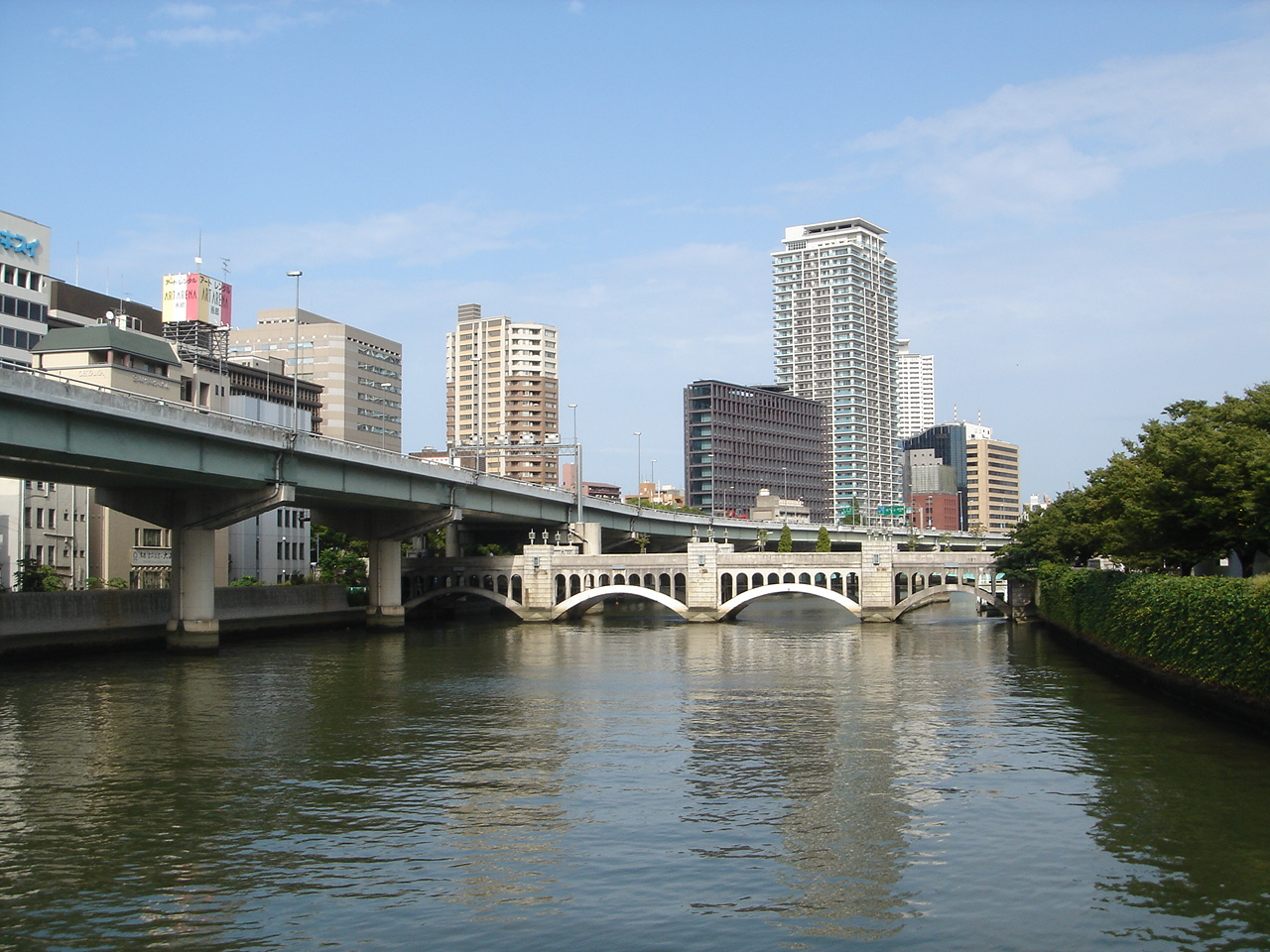
堂島川上を通る阪神高速1号環状線（堂島 - 北浜）

阪神高速1号環状線（はんしんこうそく1ごうかんじょうせん、Route 1 Loop Route）は、大阪府大阪市都心部を環状的に繋ぐ阪神高速道路の路線である。

## 概要
阪神高速道路の各路線を連絡する役割を担っている路線であり、路線内は右回りの一方通行となっている。路線名の英語表記は "Loop" としている。道路法に基づく路線名は、阪神高速11号池田線の一部と併せて大阪府道 高速大阪池田線である。
当路線は「口」の字状であるが、当路線の中ほどを阪神高速13号東大阪線の上下線および阪神高速15号堺線の下り線が横断するため「目」の字状になっている。当路線単体の環状経路の他に、これら2路線とのジャンクション（西船場JCT、東船場JCT、高津JCT、湊町JCT）を介した環状経路が複数形成されているため、各路線との連絡がよりスムーズなものとなっている。
1989年に導入された案内用の路線番号は1であるが、道路交通センサスでは高速大阪池田線の路線番号として6が割り当てられている。

## 出入口など
- 通行は、全線が時計回りの一方通行である。
- 全線大阪府大阪市内に所在。
- 路線名の特記がないものは市道である。
- 凡例 : JCT - ジャンクション

| 出入口 番号  | 施設名       | 接続路線名                | 起点 から (km) | 備考                                                               | 所在地 |
| ------------ | ------------ | ------------------------- | -------------- | ------------------------------------------------------------------ | ------ |
| ↓ 1号環状線↓ |              |                           |                |                                                                    |        |
| 1-01         | 湊町出入口   | 四つ橋筋/千日前通         | 0.0            | 15号堺線合流                                                       | 浪速区 |
| 1-02         | 四ツ橋入口   |                           | 0.9            |                                                                    | 西区   |
| 1-03         | 信濃橋出口   | 中央大通                  | 1.6            |                                                                    | 西区   |
| -            | 西船場JCT    | 13号東大阪線 16号大阪港線 | 1.6            |                                                                    | 西区   |
| 1-03         | 信濃橋入口   | 中央大通                  | 1.6            | 13号東大阪線合流                                                   | 西区   |
| 1-04         | 土佐堀出口   |                           | 2.5            |                                                                    | 西区   |
| -            | 中之島JCT    | 11号池田線                | 3.0            |                                                                    | 北区   |
| 1-05         | 堂島入口     | 四つ橋筋                  | 3.3            | 11号池田線合流                                                     | 北区   |
| 1-06         | 北浜出口     | 堺筋                      | 3.8            |                                                                    | 北区   |
| -            | 天神橋JCT    | 12号守口線                | 4.2            |                                                                    | 北区   |
| 1-07         | 高麗橋入口   |                           | 4.9            | 12号守口線合流                                                     | 中央区 |
| 1-08         | 本町出口     |                           | 5.0            |                                                                    | 中央区 |
| -            | 東船場JCT    | 13号東大阪線              | 5.6            |                                                                    | 中央区 |
| 1-09         | 長堀入口     |                           | 6.1            | ETC専用                                                            | 中央区 |
| 1-10         | 道頓堀出口   |                           | 6.6            |                                                                    | 中央区 |
| -            | 高津JCT      | 15号堺線                  | 7.1            |                                                                    | 中央区 |
| 1-11         | 高津入口     | 千日前通                  |                | 15号堺線（千日前線）と接続していて、当路線とは直接繋がっていない。 | 中央区 |
| 1-12         | 夕陽丘出入口 |                           | 7.8            |                                                                    | 浪速区 |
| -            | えびすJCT    | 14号松原線                | 8.4            |                                                                    | 浪速区 |
| 1-13         | えびす町入口 |                           | 8.8            | 14号松原線合流                                                     | 浪速区 |
| 1-14         | なんば出口   |                           | 9.1            |                                                                    | 浪速区 |
| -            | 湊町JCT      | 15号堺線                  | 10.3           |                                                                    | 浪速区 |
| 1-01         | 湊町出口     |                           | 10.3           |                                                                    | 浪速区 |
| ↓ 1号環状線↓ |              |                           |                |                                                                    |        |

## 歴史
阪神地区の交通渋滞を都市高速道路の建設によって抜本的に解決するため、1959年9月18日に阪神地区高速道路協議会が結成され、翌1960年に最初の路線網案として『阪神地区高速道路網計画』が作成された。この案には大阪小環状線と呼ばれる路線が含まれており、この時点で既に、都市部の用地取得の困難を回避するために東横堀川と西横堀川の上空に建設し、かつ一方通行とすることが有効であるといったことが想定されていた。同協議会による1961年7月31日の修正案『阪神高速道路網計画案』や、1962年7月頃に阪神高速道路公団が発表した事業計画では、同等の路線が環状線と呼ばれている。
環状線は、1962年9月に阪神高速道路の最初の路線網の一つとして、大阪市道 高速道路1号線（略称「大阪1号線」）という路線名で都市計画決定された。この路線は、環状線区間だけでなく現在の11号池田線と14号松原線の一部もあわせて一つの路線となっている。なお、後の1967年に路線網が再編された際に大阪1号線は大阪府道 高速大阪池田線（略称「大阪池田線」）と名前が変更された。
1964年6月28日に大阪1号線の湊町 - 土佐堀間が阪神高速道路の最初の区間として開通した。なお、環状線は時計回り一方通行となることがかねてより決まっていたものの、梅田周辺に交通が集中することを懸念した警察の要請により、暫定的に逆向き（土佐堀→湊町）の一方通行路線として供用された。路線は同年11月、現在の11号池田線の出入橋出口まで北伸した。難波入堀川（埋立）と西横堀川（埋立）の川跡をなぞるだけで済んだ湊町 - 土佐堀間と異なり、土佐堀 - 出入橋間では西横堀川西国橋跡 - 中之島掘割（埋立）秋月橋跡 - 中之島掘割中島橋跡 - 堂島掘割（埋立）柳橋跡を土佐堀川と堂島川を渡りながら連続するS字カーブで結ぶ必要があった。とりわけ土佐堀川を渡る区間に架設された延長192.8メートルの3径間連続鋼床版曲線箱桁、通称中之島S字橋は2018年度に土木学会選奨土木遺産に認定されたほどで、中之島掘割の区間も朝日新聞ビルの中を貫通するという特徴的な区間となった。1965年に梅田（現11号池田線）から道頓堀までの区間が開通したことで、湊町 - 出入橋間の走行方向は現在と同じ向きに改められた。この時点では湊町から出入橋までと梅田から道頓堀までの間のみ走行が可能で、湊町から道頓堀までを通して走行することはできなかったが、1966年に堂島連絡線が開通し環状線の北側半周部分が完成した。1967年3月10日に南側半分も供用され、環状線が完成した。道頓堀 - 湊町間では高津入堀川（埋立）と難波入堀川の川跡を利用している。

### 年表
- 1962年（昭和37年）
  - 9月18日 : 大阪市道高速道路1号線（以下大阪1号線） 阿倍野区旭町1丁目 - 東淀川区加島町（11.53km）、および大阪市道高速道路1号分岐線（以下大阪1号分岐線） 浪速区南日東町 - 北区堂島浜通（5.81km）都市計画決定。大阪1号線の環状線区間の出入口は、阿倍野区旭町（天王寺出入口、路線起点）、浪速区恵美須町（恵美須入口）、浪速区船出町（新川出口）、南区難波新地（難波入口）、西区北堀江上通（長堀西入口）、西区阿波座（信濃橋出入口）、西区土佐堀（土佐堀出口）の9か所に設置され、大阪1号分岐線の出入口は、浪速区北日東町（日東町出入口）、南区瓦屋町（上大和橋出口）、東区住吉町（長堀東入口）、東区内本町橋詰町（内本町出口）、東区高麗橋詰町（高麗橋入口）、北区樋之上町（樋上町出口）、北区堂島浜通（堂島入口）の8か所に設置される計画。[7][16]
  - 10月8日 : 最初の基本計画の指示。[17]
  - 10月29日 : 着工。[18]
- 1963年（昭和38年）
  - 12月6日 : 大阪1号線・大阪1号分岐線の都市計画変更。[16]
- 1964年（昭和39年）
  - 6月27日 : 大阪1号線の開通式を実施。[19][20]
  - 6月28日 : 湊町 - 土佐堀間 2.3km が開通。当時は南行き（土佐堀→湊町）一方通行。[21][10]
  - 9月3日 : 大阪1号線・大阪1号分岐線の都市計画変更。[22]
  - 11月12日 : 土佐堀 - 出入橋（現11号池田線）間 0.8km が開通。[23][24][11]
- 1965年（昭和40年）
  - 3月31日 : 大阪1号線・大阪1号分岐線の都市計画変更。[25]
  - 12月12日 : 梅田（現11号池田線） - 道頓堀間 4.2km が開通。湊町 - 出入橋間を北行き（湊町→出入橋）一方通行に変更。[26][27][14]
- 1966年（昭和41年）
  - 7月14日 : 道頓堀出口ランプ延伸部分が開通。[28]
  - 12月8日 : 堂島連絡線（中之島ジャンクションにおける環状線本線ランプ）が開通。[15]
- 1967年（昭和42年）
  - 3月10日 : 道頓堀 - 湊町間 3.9km が開通し全線開通。[29][15]
  - 4月15日 : 第2回改定基本計画の指示。大阪1号線を大阪府道高速大阪池田線（以下大阪池田線）に改称。[30]
- 1968年（昭和43年）
  - 3月30日 : 大阪1号線の都市計画変更。[31]
  - 5月1日 : 大阪守口線 北浜 - 城北間開通により天神橋ジャンクションが供用。[32]
- 1969年（昭和44年）5月23日 : 大阪1号線・大阪1号分岐線の都市計画変更。[31]
- 1970年（昭和45年）
  - 3月8日 : 大阪東大阪線 西横堀 - 法円坂間開通により、西船場ジャンクション（環状線と東大阪線のみ）・東船場ジャンクションが供用。[33]
  - 3月13日 : 大阪池田線 日本橋 - 阿倍野間（現14号松原線）、大阪堺線 湊町 - 堺間開通により、えびすジャンクション・湊町ジャンクション（堺線上りから環状線へ向かうランプのみ）が供用。[34]
  - 10月14日 : 第7回改定基本計画の指示。夕陽丘入口を追加。[35]
- 1971年（昭和46年）4月1日 : 湊町南連絡線（湊町JCTにおける環状線から堺線下りへのランプ）が開通。[36]
- 1972年（昭和47年）3月2日 : 信濃橋出入口が供用。[37][38]
- 1973年（昭和48年）11月14日 : 高津ジャンクション（環状線から堺線下りへのランプ）が供用。[39]
- 1974年（昭和49年）
  - 10月1日 : 湊町北連絡線（湊町JCTにおける堺線下りから環状線へのランプ）が開通。[40]
  - 2月20日：大阪港線 西横堀 - 本田間開通により、西船場JCTの環状線から大阪港線下りへのランプが開通。[41]
- 1978年（昭和53年）10月6日 : 暴走族対策として日曜・祝日の深夜に西船場JCT・東船場JCTの通行規制を実施。[42]
- 1982年（昭和57年）7月3日 : 夕陽丘入口が供用。[43]
- 1988年（昭和63年）
  - 1月12日 - 1月18日 : 大規模補修工事のため池田線梅田入口 - 中之島JCT - 夕陽丘出口間通行止め。[44]
  - 1月26日 - 1月31日 : 大規模補修工事のため湊町入口 - 中之島JCT - 池田線出入橋出口間通行止め。[44]
- 1989年（平成元年）2月13日 : 路線番号が導入され、1号環状線となる。[45][46]
- 1993年（平成5年）10月17日 - 10月25日 : 大規模補修工事のため夕陽丘入口 - 湊町JCT間通行止め。[47]
- 1998年（平成10年）10月1日 : 16号大阪港線波除出口・3号神戸線中之島西出口 - 堂島入口間の乗り継ぎ料金制度を導入。[48]
- 2001年（平成13年）11月20日 - 11月28日 : 大規模補修工事のため池田線梅田入口 - 中之島JCT - 夕陽丘出口間通行止め。[47]
- 2002年（平成14年）
  - 4月3日 : 湊町入口を湊町リバープレイスに移設。
  - 10月23日 - 10月30日 : 大規模補修工事のため湊町入口 - 中之島JCT - 池田線梅田出口間通行止め。[49]
- 2003年（平成15年）10月21日 - 10月29日 : 大規模補修工事のため夕陽丘入口 - 湊町出口間通行止め。[47]
- 2009年（平成21年）6月8日 : 「西船場ジャンクション」・「東船場ジャンクション」の名称が決定。[50]
- 2017年（平成29年）2月1日 : 西船場JCT改築（信濃橋渡り線）事業のため信濃橋入口が閉鎖される[51][52]。
- 2018年（平成30年）6月28日 : 「湊町ジャンクション」・「中之島ジャンクション」・「天神橋ジャンクション」・「高津ジャンクション」・「えびすジャンクション」の名称が決定。[53]
- 2020年（令和2年）
  - 1月29日 : 信濃橋入口の閉鎖が解除され、合わせて信濃橋渡り線が開通、西船場 - 土佐堀間が5車線化される[54]。
  - 11月10日 - 11月20日 : 大規模補修工事のため池田線梅田入口 - 中之島JCT - 夕陽丘出口間通行止め。[55]
- 2021年（令和3年）11月16日 - 11月26日 : 大規模補修工事のため湊町入口 - 中之島JCT - 池田線梅田出口間通行止め。[56]

## 路線状況
1号環状線には阪神高速道路を利用する車両の48%が集中（1999年の調査値）しており、しかもその多く（全体の33%）は放射線（3号神戸線および11-16号の各路線）相互間の利用に伴う通過交通である。あまりに大量の車両が環状線に集中するため、渋滞が毎日のように発生し、道路構造物の傷みも早い。交通事故も頻発している。
環状線に集中する交通を分散するため、大阪都市再生環状道路として淀川左岸線や大和川線が計画され、このうち2020年3月に大和川線が全線開通したことにより、松原線方面から都心部に流入することなく湾岸線方面へのバイパスが確立された。

### 車線・最高速度
| 区間                  | 車線 | 最高速度 | 備考                       |
| --------------------- | ---- | -------- | -------------------------- |
| 湊町JCT - 西船場JCT   | 4    | 60 km/h  |                            |
| 西船場JCT - 土佐堀    | 5    | 60 km/h  |                            |
| 土佐堀 - 中之島JCT    | 4    | 60 km/h  |                            |
| 中之島JCT内           | 2    | 50 km/h  |                            |
| 中之島JCT - 天神橋JCT | 4    | 60 km/h  |                            |
| 天神橋JCT内           | 3    | 50 km/h  |                            |
| 天神橋JCT - 高津JCT   | 4    | 60 km/h  |                            |
| 高津JCT - えびすJCT   | 2    | 60 km/h  |                            |
| えびすJCT内           | 1    | 50 km/h  | 環状線側が分岐車線となる。 |
| えびすJCT - 湊町JCT   | 2    | 60 km/h  |                            |

### 交通量
24時間交通量（台）道路交通センサス
| 区間                                | 平成17（2005）年度 | 平成22（2010）年度 | 平成27（2015）年度 |
| ----------------------------------- | ------------------ | ------------------ | ------------------ |
| 湊町出入口 - 四ツ橋入口             | 108,103            | 098,661            | 094,139            |
| 四ツ橋入口 - 西船場JCT/信濃橋出入口 | 108,103            | 106,364            | 100,224            |
| 西船場JCT/信濃橋出入口 - 土佐堀出口 | 108,103            | 092,825            | 085,131            |
| 土佐堀出口 - 中之島分岐             | 108,103            | 074,016            | 081,042            |
| 中之島JCT - 堂島入口                | 108,103            | 086,327            | 081,230            |
| 堂島入口 - 北浜出口                 | 108,103            | 093,337            | 088,049            |
| 北浜出口 - 天神橋JCT                | 108,103            | 089,819            | 084,356            |
| 天神橋JCT - 高麗橋入口              | 108,103            | 101,315            | 093,709            |
| 高麗橋入口 - 本町出口               | 112,182            | 101,315            | 093,709            |
| 本町出口 - 東船場JCT                | 112,182            | 097,975            | 093,521            |
| 東船場JCT - 長堀入口                | 112,182            | 091,036            | 086,477            |
| 長堀入口 - 道頓堀出口               | 112,182            | 095,615            | 090,568            |
| 道頓堀出口 - 高津JCT                | 112,182            | 088,739            | 084,469            |
| 高津JCT - 夕陽丘出入口              | 112,182            | 044,674            | 044,348            |
| 夕陽丘出入口 - えびすJCT            | 112,182            | 046,062            | 045,907            |
| えびすJCT - えびす町入口            | 108,103            | 044,802            | 044,494            |
| えびす町入口 - なんば出口           | 108,103            | 048,491            | 047,977            |
| なんば出口 - 湊町出入口             | 108,103            | 043,688            | 043,334            |

（出典：「平成22年度道路交通センサス」・「平成27年度全国道路・街路交通情勢調査」（国土交通省ホームページ）より一部データを抜粋して作成）
- 令和2年度に実施予定だった交通量調査は、新型コロナウイルスの影響で延期された[58]。

### 道路情報ラジオ
阪神高速の道路情報ラジオの冒頭は「こちらは阪神高速路側○○（局名）です。午前（午後）○○時○○分現在の道路情報をお知らせします。」と放送される。
- 四ツ橋（湊町 - 信濃橋）
- 土佐堀（信濃橋 - 中之島分岐）
- 高麗橋（北浜 - 本町）
- 道頓堀（長堀 - 夕陽丘）

## 接続する高速道路
- 阪神高速13号東大阪線（西船場JCT、東船場JCTで接続）
- 阪神高速16号大阪港線（西船場JCTで接続）
- 阪神高速11号池田線（中之島JCTで接続）
- 阪神高速12号守口線（天神橋JCTで接続）
- 阪神高速15号堺線（高津JCT、湊町JCTで接続）
- 阪神高速14号松原線（えびすJCTで接続）